# Rainer Will (Ökonom)
Rainer Will (* 18. August 1979 in Schladming) ist ein österreichischer Handelsexperte und Autor.

## Leben
Will studierte Betriebswirtschaft in Wien und London. Er war beim Institute for International Research, bei Bene und danach fünf Jahre lang bei der Austria Wirtschaftsservice Gesellschaft im Bereich Strategie tätig.
Als parteiloser wirtschaftspolitischer Berater verantwortete Will im Kabinett von Reinhold Mitterlehner, zunächst Wirtschaftsminister und dann Vizekanzler Österreichs, die Bereiche Unternehmensfinanzierung, Innovation und Technologie im Wirtschaftsministerium.
Will wurde 2014 Geschäftsführer des österreichischen Handelsverbandes. Will ist Mitglied des Direktoriums von Ecommerce Europe, der europäischen Dachorganisation für den Onlinehandel (ehem. European eCommerce and Omni-Channel Trade Association - EMOTA). Die schweizerische Importförderungsorganisation Swiss Import Promotion Programme (SIPPO) hat Will 2017 in ihren Fachbeirat gewählt.
Will ist Beirat der Tafel Österreichs und Mitglied des Fachbeirates für den Masterstudiengang Digital Marketing & Kommunikation an der Fachhochschule St. Pölten.
In seiner Tätigkeit für den Handelsverband hat Will als Beschwerdeführer eine Wettbewerbsklage gegen Amazon gewonnen, um einen fairen Marktplatz für kleine Händler zu erwirken. Amazon hat daraufhin weltweit acht Geschäftsbedingungen für den Amazon Marketplace geändert. Will konnte ebenso eine Branchenselbstverpflichtung zum fairen Umgang mit der Landwirtschaft aushandeln. Er war überdies Initiator der eCommerce-Lehre in Österreich.
Rainer Will war es auch, der die zwei europäischen Handelsverbände EMOTA und Ecommerce Europe geeint hat. In seinem jüngsten Buch "Wie real bist Du?" hat er u. a. als Erster ein Gesetz vorgeschlagen, um die Datenhoheit als Menschenrecht zu verankern.
Vom Opinion Leaders Network wurde er 2021 und 2022 jeweils als Krisenmanager des Jahres im Bereich Interessenvertretung ausgezeichnet.

## Bücher
- Das Ende des Onlineshoppings. Die Zukunft des Einkaufens in einer vernetzten Welt, Wien 2019, ISBN 978-3-8000-7727-4
- Wie real bist Du? Manifest der Digitalisierung, Wien 2019, ISBN 978-3-200-06694-6